# Santa Lucía (Ecuador)
Santa Lucía è una parrocchia urbana dell'Ecuador, capoluogo dell'omonimo cantone, nella provincia del Guayas.